# Lengyel János (színművész)
Lengyel János (Sárszentmiklós, 1925. szeptember 22. – Solymár, 1995. március 24.) magyar színész.

## Életpályája
Sárszentmiklóson született, 1925. szeptember 22-én. 1949-ben kapott színészi diplomát a Színház- és Filmművészeti Főiskolán. A Bányász Színházban kezdte a pályát, majd  a Honvéd Színház tagja lett.  1951-től A Magyar Néphadsereg Színház szerződtette. Amint azt 1987-ben nyilatkozta, pályája során a későbbiekben vidéki társulatokhoz kötődött: 

„Színész akartam lenni és nem budapesti lakos.”

 1953–55-ben a győri Kisfaludy Színházban, 1955–56-ban a Szegedi Nemzeti Színházban szerepelt. 1958–60-ban ismét a Győrben játszott. 1960–tól a Miskolci Nemzeti Színház, 1964–től a kaposvári Csiky Gergely Színházhoz szerződött. Itt megismerkedett Horváth Jenő rendezővel, aki nagy hatással volt rá és akivel a későbbiekben is többször együtt dolgozott más városok színházaiban is. 1970–73-ban a Békés Megyei Jókai Színház tagja volt. 1973–1983 között ismét Szegeden játszott. 1986-tól Lendvay Ferenc igazgatása alatt a kecskeméti Katona József Színház művésze volt. Nyaranta többször játszott a Gyulai Várszínházban illetve Egerváron is.

## Színházi szerepeiből
- William Shakespeare: IV. Henrik... IV. Henrik
- William Shakespeare: Othello, a velencei mór... Brabantio
- William Shakespeare: Troilus és Cressida... Pandarus
- Carlo Goldoni: A chioggiai csetepaté... Vincenzo
- Anton Pavlovics Csehov: Három nővér... Versinyin
- Anton Pavlovics Csehov: A manó... Vojnyickij
- Mihail Alekszandrovics Solohov: Csendes Don... Izvarin, Griska apó
- Eugène Labiche: Olasz szalmakalap... Nonancourt, faiskola-tulajdonos
- Arthur Miller: A salemi boszorkányok... Halle tiszteletes
- Friedrich Dürrenmatt: János király... II. Fülöp, Franciaország királya
- Pavel Kohout: Ilyen nagy szerelem... Péter
- Alan Jay Lerner–Frederick Loewe: My Fair Lady... Higgins (
- Vlagyimir Gubarjov: Szarkofág... Az atomerőmű főnöke
- Mark Twain: Koldus és királyfi... VIII. Henrik, Canty
- Bródy Sándor: A tanítónő... Ifj. Nagy
- Móricz Zsigmond: Úri muri... Csörgheő Csuli
- Kós Károly: István király - Az országépítő... Koppány
- Áprily Lajos: A bíboros... Ördög Balázs
- Darvas József: Hunyadi... Újlaky
- Mesterházi Lajos: Pesti emberek... László
- Páskándi Géza: Tornyot választok... Koldus
- Görgey Gábor: Törököt fogtunk... Happarott, zsoldoskapitány
- Kocsis István Tárlat az utcán... Van Gogh
- Sásdi Sándor: Nyolc hold föld... Laci
- Abai Pál–Dalos László–Horváth Jenő: Szeress belém... Ernő
- Czakó Gábor: Karcsi... Iskolaigazgató; Tanító; Professzor; Rektor; Igazgató

## Filmes és televízió szerepei
- A harag napja (1953)
- Leszámolás (1953)
- Szeress belém (színházi előadás televíziós közvetítése, 1961)
- Prakovszkij, a siket kovács (1969)
- Shakespeare: Troilus és Cressida (színházi előadás televíziós közvetítése, 1974)
- Koldus és királyfi (színházi előadás televíziós közvetítése,, 1982)
- Liszt Ferenc (sorozat, 1982)
- Wagner (sorozat, 1983)
- Halottak gyertyafényben (1987)
- Haute tension (1990)

## Díjai, elismerései
- Békés Megye Művészeti Díja (1972)
- Pro Urbe Kecskemét (1977)